# 新贝伦德
新贝伦德（德語：Neuberend）是德国石勒苏益格－荷尔斯泰因州的一个市镇。总面积4.42平方公里，总人口1126人，其中男性557人，女性569人（2011年12月31日），人口密度255人/平方公里。